# Рио Гранде (Њу Џерзи)
Рио Гранде (енгл. Rio Grande) насељено је место без административног статуса у америчкој савезној држави Њу Џерзи.

## Демографија
По попису из 2010. године број становника је 2.670, што је 226 (9,2%) становника више него 2000. године.
| Група             | 2000.         | 2010.         |
| Белци             | 2.197 (89,9%) | 2.194 (82,2%) |
| Афроамериканци    | 110 (4,5%)    | 148 (5,5%)    |
| Азијати           | 23 (0,9%)     | 67 (2,5%)     |
| Хиспаноамериканци | 74 (3,0%)     | 205 (7,7%)    |
| Укупно            | 2.444         | 2.670         |